# گریت دانهم
گریت دانهم (به انگلیسی: Great Dunham) یک روستا و محله مدنی در بریتانیا است که در Breckland District واقع شده‌است. گریت دانهم ۸٫۱۸ کیلومتر مربع مساحت و ۳۲۵ نفر جمعیت دارد.